# Константин Каренин
Константин Иванович Каренин е руски оперен певец, тенор.

## Биография
Роден е на 21 май 1897 г. в Киев, Украйна. Учи във Военнотехническата академия в Одеса.
Пее в хора на Жаров. Емигрира от Руската империя в началото на Първата кветовна война.
През 1930 г. пристига в България и става артист в Народната опера в София. Дебютира на 17 октомври 1930 г. с ролята на Самозванеца в операта „Борис Годунов“. Изпълнява множество първи роли в различни по стил, характер и гласово-артистични изисквания опери от различни автори. През 1939 г. напуска България и се установява в Прага, където от 1950 г. е професор по пеене в Пражката консерватория. Гастролира в Париж, Мадрид, Барселона, Виена, Рига, Буенос Айрес. Умира през 1966 г.

## Роли
Константин Каренин играе редица роли в операта. Сред най-известните са:
- Хозе в „Кармен“ от Бизе;
- Владимир Игоревич в „Княз Игор“ от Бородин;
- Лоенгрин в „Лоенгрин“ от Вагнер;
- Радамес в „Аида“ от Верди;
- Херцогът в „Риголето“ от Верди;
- Дон Карлос в „Дон Карлос“ от Верди;
- Асад в „Царската царица“ от Голдмарк;
- Джералд в „Лакме“ от Лео Делиб;
- Канио в „Палячо“ от Леонкавало;
- Вертер във „Вертер“ от Масне;
- Тамино във „Вълшебната флейта“ от Моцарт;
- Самозванецър в „Борис Годунов“ от Мусоргски;
- Хофман в „Хофманови приказки“ от Офенбах;
- Пинкертон в „Мадам Бътерфлай“ от Пучини;
- Каварадоси в „Тоска“ от Пучини;
- Садко в „Садко“ от Римски-Корсаков;
- Ленски в „Евгени Онегин“ на Чайковски;
- Герман в „Дама пика“ на Чайковски.[1]